# Joseph Desprès
Pour les articles homonymes, voir Després.

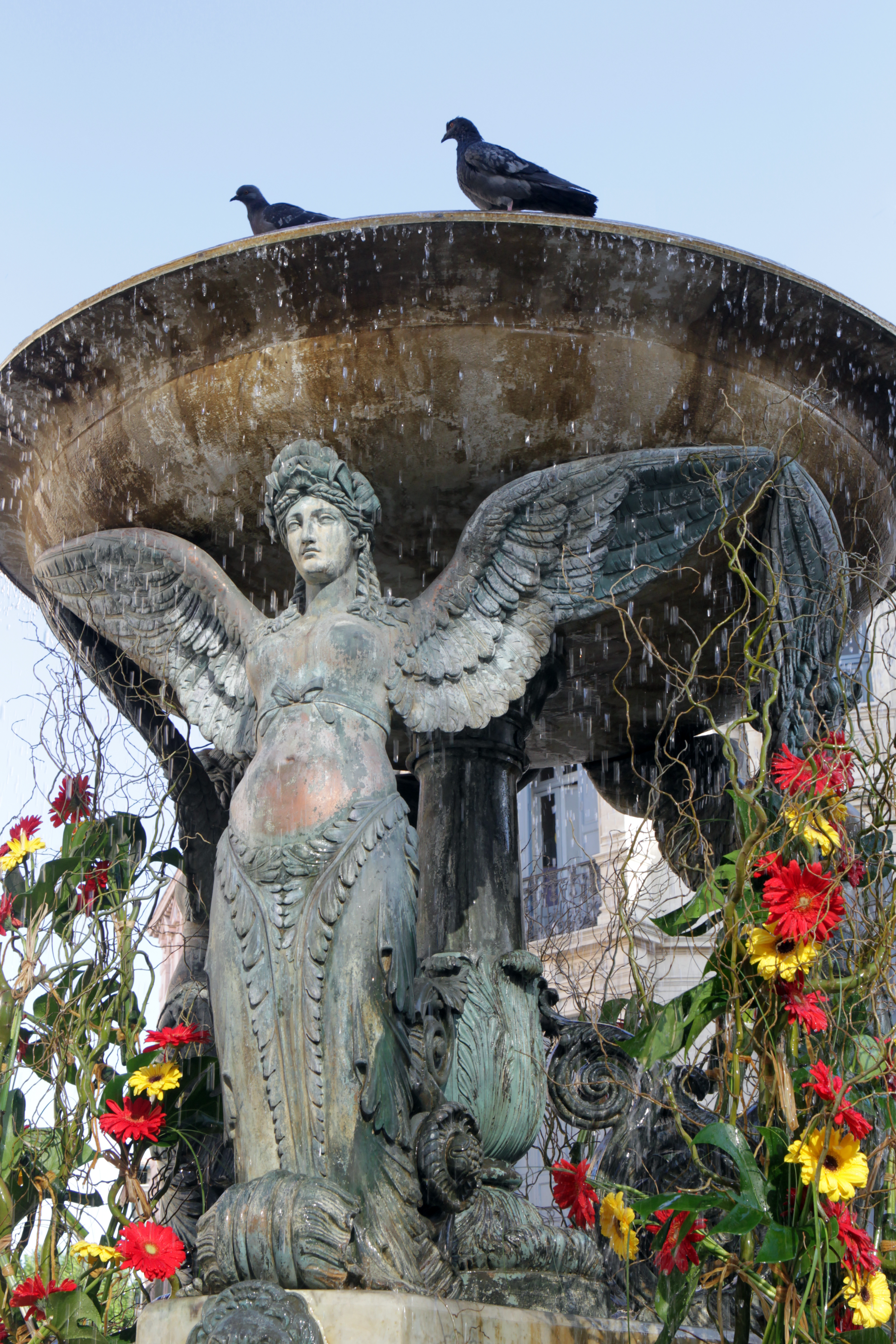
La fontaine du baron Desprès, place Bardou-Job à Perpignan.

Joseph Desprès, né le 25 avril 1753 à Perpignan et mort dans la même ville le 30 juillet 1834, est un magistrat et homme politique français.

## Biographie
Joseph Desprès est issu d'une famille originaire de Tulle en Limousin, dont le premier membre arrivé en Roussillon est François Desprès, l'oncle de son grand-père, venu remplir la fonction de vicaire général auprès de l'évêque d'Elne, Louis Habert de Montmort, en 1683. Son grand-père, Jean Desprès, est nommé par la suite procureur du Conseil souverain du Roussillon. De par son origine déjà seigneur de Poumeyrol (aujourd'hui dans la Creuse), Jean Desprès devient en 1712 seigneur d'Angoustrine et de Saillagouse, titres qu'il transmet à son fils.
Joseph Desprès naît à Perpignan 25 avril 1753 sous le nom de Joseph Étienne Xavier Desprès de Poumeyrol. Il est le fils d'Étienne Desprès et de Geneviève Coste de Champeron. Son père est magistrat et, après des études de droit, obtient une place de conseiller au conseil souverain de Roussillon le 29 avril 1777, tout comme son père avant lui.
En 1787, François de Vilar se démet en sa faveur de sa charge de procureur-général au conseil souverain, moyennant une pension viagère de six mille huit cents livres par an. Cependant, le garde des Sceaux, Lamoignon, refuse d'agréer un tel cumul de fonctions et Joseph Desprès se voit obligé de payer à François de Vilar la pension promise ; ils conviennent néanmoins de réduire la somme à la moitié.
Le 6 juin 1778, il épouse au Vigan Dorothée de Fabre de Montvaillant, fille de Jean-Louis de Fabre, baron de Montvaillant, mousquetaire du roi, conseiller et maître en la cour souveraine des aides, comptes et finances de Montpellier ; et d'Agathe de Faventines de Fontenille. Ils ont trois enfants :
- Geneviève (1780-1834), mariée à Desforges de Montaignac ;
- Hippolyte (1784-1859), marié en 1818 avec Jenny Arnaud, dont postérité ;
- Marie-Modeste, mariée en 1810 avec Pierre-Joseph de Gaffard, dont postérité.

Durant la Révolution, Joseph Desprès se réfugie à Toulouse, où il vit avec son épouse et ses enfants dans un hôtel rue Ninon. Le 15 avril 1815, sa femme meurt. Il rentre à Perpignan après les Cent-Jours et épouse en secondes noces le 28 février 1818 Marie-Thérèse de Coma-Jordi, fille de Dominique de Coma-Jordi et de Françoise de Montredon. Un décret de Louis XVIII, en date du 8 octobre 1819, le nomme maire de Perpignan. Il entre en fonction à partir du 8 décembre 1819. Après avoir été nommé chevalier de la Légion d'honneur, le 11 août 1823, il est créé baron par Louis XVIII en 1824. Le mandat de premier magistrat municipal lui est renouvelé à trois reprises par le roi de France jusqu'en 1827. Le baron Desprès le remplit à deux époques difficiles : pendant que la fièvre jaune sévit à Barcelone et l'expédition d'Espagne.
Il continue l'œuvre de Bernard Arnaud, un de ses prédécesseurs, qui avait commencé, dès 1809, une plantation de platanes sur un terrain destiné à l'établissement d'une promenade publique. En mars 1827, poussé par son grand âge, il adresse à Charles X une lettre de démission. Il est remplacé par André Grosset le 28 août 1827. Pour laisser à ses concitoyens un témoignage d'affection, Joseph Desprès offre en 1829 de construire à ses frais sur la place Royale (actuelle place du Marché) une fontaine d'une valeur de douze mille francs. Cette fontaine monumentale, en marbre blanc, est inaugurée le 30 octobre 1831 et comporte l'inscription suivante : « La ville de Perpignan, reconnaissante, accepte ce monument offert par un de ses plus dignes concitoyens ».